# Soundtrack til Man on the Moon
Soundtracket til filmen Man on the Moon blev udgivet 22. november 1999 i USA af Warner Bros. Records i samarbejde med Jersey Records. Rockbandet R.E.M. stod for soundtracket og det var da også deres sang Man on the Moon fra 1992, der navngav filmen.

## Nummerliste
1. "Here I Come To Save The Day" (Mighty Mouse tema) – skrevet og sunget af The Sandpipers
2. "The Great Beyond" – skrevet og sunget af R.E.M.
3. "Kiss You All Over" – skrevet og sunget af Exile
4. "Angela" (temasang til Taxi) – skrevet af Bob James
5. "Tony Thrown Out" – skrevet af R.E.M.; spillet af et orkester
6. "Man on the Moon" – skrevet og sunget af R.E.M.
7. "This Friendly World" – skrevet af Kenneth Lorin Darby; sunget af Michael Stipe og Jim Carrey (af Jim Carrey både som Tony Clifton og Andy Kaufman)
8. "Miracle" – skrevet af R.E.M.; sunget af Mike Mills og spillet af et orkester
9. "Lynne and Andy" – skrevet af R.E.M.; spillet af et orkester
10. "Rose Marie" – sunget af Andy Kaufman
11. "Andy Gets Fired" – skrevet af R.E.M.; spillet af et orkester
12. "I Will Survive" – skrevet af Freddie Perren og Dino Fekaris; sunget by Tony Clifton
13. "Milk & Cookies" – skrevet af R.E.M.; spillet af et orkester
14. "Man on the Moon" – skrevet af R.E.M.; spillet af et orkester
15. "One More Song For You" – sunget af Andy Kaufman

## Kreditering (Delvis)
- Pladeproducer: Pat McCarthy
- Music Supervisor: Anita Camarata
- Associate Music Supervisor: Kaylin Frank